# Maria Gini
 Maria L. Gini (* 20. Jahrhundert in Mailand, Italien) ist eine italienisch-amerikanische Informatikerin und Hochschullehrerin. Sie ist Professorin für Informatik und Ingenieurwesen an der University of Minnesota.

## Leben und Werk
Gini studierte ab 1965 Physik an der Universität Mailand, wo sie 1972 bei Giovanni Degli Antoni promovierte mit der Dissertation: Feature selection in automatic medical diagnosis. Zusammen mit ihrer Zwillingsschwester Giuseppina Gini absolvierte sie dasselbe Universitätsprogramm in Italien und beide erhielten Stipendien, um von 1976 bis 1978 als Visiting Scholar und als Research Assistant am Artificial Intelligence Laboratory der Stanford University in Kalifornien künstliche Intelligenz und Robotik zu studieren. Von 1980 bis 1982 forschte Gini als Senior Research Associate am Politecnico di Milano und wurde anschließend Professorin an der University of Minnesota. Sie wurde dort 1988 zur Distinguished Professorin des College of Science and Engineering ernannt.
Sie forschte als Gastprofessorin 1989 an der Universität Salerno, von 1999 bis August 2000 an der Stanford University und von 2010 bis 2011 an der Technischen Universität Delft.

## Forschung und andere Aktivitäten
Gini forscht unter anderem in den Bereichen Multi-Roboter-Systeme, Schwarmrobotik, verhaltensbasierte Roboter, autonome Agenten und Multi-Agenten-Systeme.
Zu ihren vielen Aktivitäten gehören von 2003 bis 2010 der Vorsitz der Association for Computing Machinery (ACM) Special Interest Group in Artificial Intelligence SIGAI (SIGART), von 2019 bis 2022 die Mitgliedschaft im CRA Computing Community Consortium (CCC), von 2015 bis 2019 die Präsidentschaft der International Foundation on Autonomous Agents and Multi-Agent Systems (IFAAMAS).
Sie war von 2006 bis 2009 die Mitherausgeberin von Electronic Commerce and Research Applications, sie ist seit 2016 Editor in Chief von  Robotics and Autonomous Systems, seit 2013 im Editorial Board von Artificial Intelligence, seit 2007 Associate Editor von Autonomous Agents and Multi-Agent Systems, seit 1997 im Editorial Board von Integrated Computer-Aided Engineering und  seit 2006 Associate Editor für das IEEE RAS Conference Editorial Board.
Gini ist mit dem Mathematiker Daniel Boley verheiratet, der ebenfalls Professor für Informatik und Ingenieurwesen an derselben Fakultät an der University of Minnesota ist.

## Auszeichnungen und Ehrungen (Auswahl)
- 1987: Morse-Alumni-Preis
- 2001: Distinguished Women Scholars Award, University of Minnesota
- 2006: ACM Distinguished Scientist[3]
- 2008: AAAI-Stipendiat[4]
- 2012: INFORMS ISS Design Science Award[5]
- 2014: 25 women in robotics you need to know about[6]
- 2016: Distinguished Service Award, Association for the Advancement of Artificial Intelligence (AAAI)
- 2018: NCWIT Harrold and Notkin Research and Graduate Mentoring Award
- 2018: IEEE-Fellow[7]
- 2019: ACM Fellow
- 2019: Nico Habermann-Preis[8]
- 2022: ACM/SIGAI Autonomous Agents Research Award

## Veröffentlichungen (Auswahl)
- mit G. Gini, M. Cividini, G. Villa: Programming of Robot Systems. In: Computer-Aided Design and Manufacturing. S. 233–278, Springer, ISBN 978-3-642-82750-1
- mit G. Gini: Interactive development of object handling programs. Computer Languages, vol 7, no 1, 1982.
- mit Steven Jensen, Daniel Boley, Paul Schrater: Non-Stationary Policy Learning in 2-Player Zero Sum Games. Conference: Proceedings, The Twentieth National Conference on Artificial Intelligence and the Seventeenth Innovative Applications of Artificial Intelligence Conference, July 9-13, 2005, Pittsburgh, Pennsylvania, USA.